# Wolf Heinrich Ernst von Natzmer
Wolf Heinrich Ernst von Natzmer (* 23. April 1698 in Schkopau; † 15. Februar 1770) war ein sachsen-weißenfelsischer Amtshauptmann und Rittergutsbesitzer.

## Leben
Er stammte aus der pommerschen Adelsfamilie von Natzmer und war der Sohn von Joachim Ernst von Natzmer und dessen Ehefrau Anna Sophia von Natzmer. Wolf Thilo von Krafft, Anna Dorothea von Krafft, Joachim Friedrich von Krafft und Helene Sophie von Krafft waren seine Halbgeschwister.
Wolf Heinrich Ernst von Natzmer besuchte in seiner Jugend das Pädagogium der Franckeschen Stiftungen in Halle, wo er u. a. mit dem Pietisten Walbaum ein Zimmer teilte. Er diente danach als preußischer Leutnant im Kürassierregiment Nr. 6. Im Anschluss schlug wie viele Mitglieder seiner Familie eine Verwaltungslaufbahn im Dienst der Wettiner ein und wurde Amtshauptmann in Weißenfels, der Residenzstadt der Herzöge von Sachsen-Weißenfels.
Das Bünausche Rittergut Pretzsch im Amt Weißenfels, das das Vater 1719 gekauft hatte, fiel nach dessen Tod im Jahre 1725 an ihn, da er der einzige Sohn und männliche Lehnserbe war. Für seinen Vater ließ er ein kostspieliges Epitaph in der evangelischen Kirche St. Trinitatis in Kistritz errichten.
Pretzsch baute Wolf Heinrich Hernst von Natzmer zu seinem Lebensmittelpunkt aus. 1764 war er im Alter von 66 Jahren ein känklicher und schwächlicher Herr, der an Hämorrhoiden und Rückenschmerzen litt. Am 4. November 1766 verkaufte er sein Gut Pretzsch an Carl August von Schönberg, Kammerherr und Obersteuereinnehmer. Vier Jahre später verstarb er.
Verheiratet war Wolf Heinrich Ernst von Natzmer mit Johanna Sidonie geborene von Trotha. Ihre gemeinsame Tochter war Sophia Rosamunda Wilhelmina, später verehelichte von Borcke. Der Sohn Hans Christoph von Natzmer (* 14. September 1743 in Pretzsch; † 1. Oktober 1807 in Graudenz) wurde preußischer Generalmajor, Chef des Infanterieregiments Nr. 54 sowie Erbherr ein Geitzeln, Kreis Preußisch Holland.